# 시마무라 히토미
시마무라 히토미(일본어: 嶋村 瞳 しまむら ひとみ[*], 1990년 3월 27일 ~ )는 일본의 탤런트이자 그라비아 아이돌이다. 가나가와현 요코하마시 세야구 출신이다.